# منتخب اليابان تحت 23 سنة لكرة القدم
منتخب اليابان تحت 23 سنة لكرة القدم هو منتخب اليابان الوطني لفئة تحت 23 عام والتابع للاتحاد الياباني لكرة القدم. شارك الفريق في العديد من مواسم الألعاب الأولمبية الصيفية وحصل على المركز الرابع في دورة الألعاب الأولمبية الصيفية 2012.
.

## المدربون
| الاسم              | الجنسية | المدة     |
| ------------------ | ------- | --------- |
| يوشيتادا ياماغوتشي | اليابان | 1990-1992 |
| أكيرا نيشينو       | اليابان | 1993-1996 |
| فيليب تروسيه       | فرنسا   | 1998-2000 |
| ماساكوني ياماموتو  | اليابان | 2002-2004 |
| ياسوهارو سوريماتشي | اليابان | 2006-2008 |
| تاكاشي سيكايزوكا   | اليابان | 2010-2012 |
| ماكوتو تيغوراموري  | اليابان | 2014-     |

## الوصلات الخارجية
- Japan Football Association (باليابانية)
- Japan Football Association (بالإنجليزية)